# Bromuro de cobre (II)
El bromuro de cobre (II) (CuBr2) es un compuesto químico que forma un tetrahidrato inestable CuBr2·4H2O. Se utiliza en el procesamiento fotográfico como intensificador y como agente bromante en síntesis orgánica.
También se utiliza en el láser de vapor de cobre, una clase de láser en la que el medio es vapor de bromuro de cobre formado in situ a partir de bromuro de hidrógeno que reacciona con el tubo de descarga de cobre. Al producir luz amarilla o verde, se utiliza en aplicaciones dermatológicas.

## Síntesis
El bromuro de cobre (II) se puede obtener combinando óxido de cobre y ácido bromhídrico: 
CuO + 2HBr → CuBr2 + H2O.
El tetrahidrato puede formarse por recristalización de soluciones de bromuro de cobre (II) a 0 °C. Si se calienta por encima de los 18 °C, libera agua y produce la forma anhidra.

## Purificación
El bromuro de cobre(II) se purifica mediante cristalización en dos etapas a partir de agua, con filtración para eliminar cualquier resto de CuBr y concentración al vacío. Este producto se deshidrata utilizando pentóxido de fósforo.

## Estructura molecular y cristalina

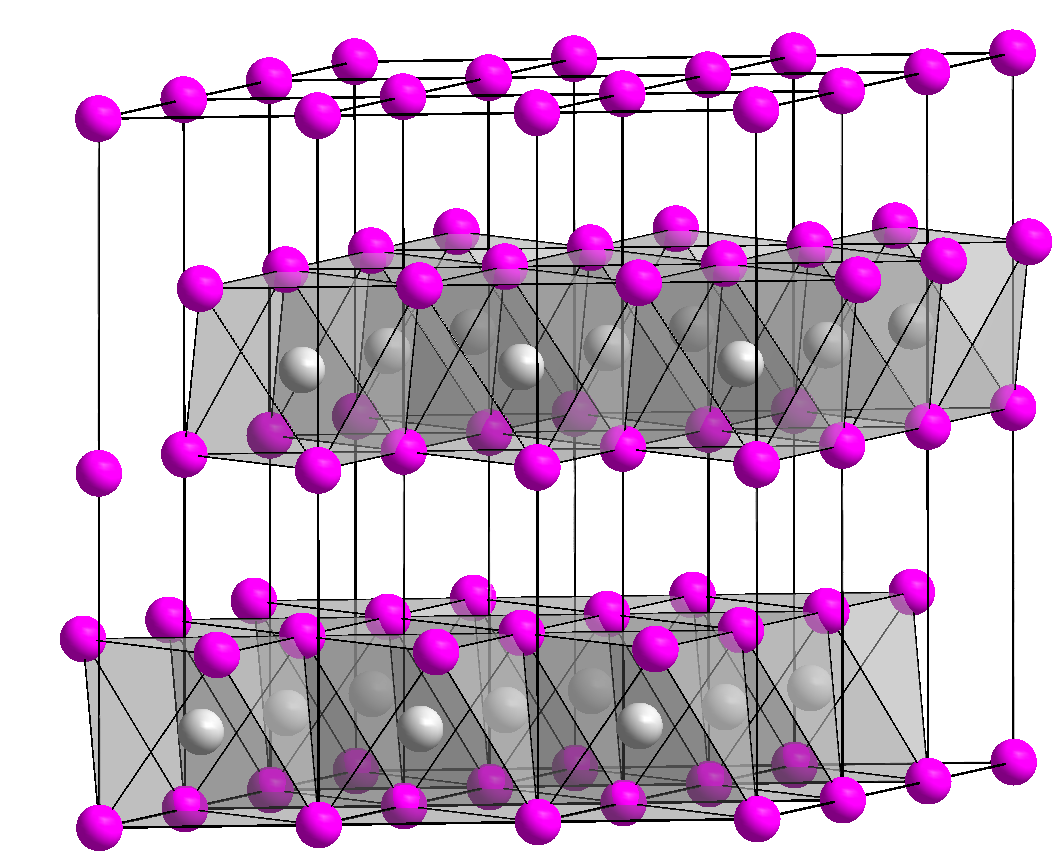
Estructura cristalina del bromuro de cobre (II)

En estado sólido, el CuBr2 tiene una estructura polimérica, con unidades planas de CuBr4 conectadas en lados opuestos para formar cadenas. La estructura cristalina es monoclínica, con un grupo espacial C2/m, y las constantes de red son a = 714 pm, b = 346 pm, c = 718 pm y e = 121° 15' . Las unidades monoméricas de CuBr2  están presentes en la fase gaseosa a alta temperatura. 
El tetrahidrato, formulado estructuralmente como [CuBr2(H2O)2]·2H2O, tiene una estructura cristalina monoclínica y está formado por centros trans-[CuBr2(H2O)2] planos cuadrados distorsionados, así como por dos moléculas de agua.

## Reacciones
El bromuro de cobre (II) en cloroformo-acetato de etilo reacciona con cetonas para formar alfa-bromo-cetonas. El producto resultante puede utilizarse directamente para la preparación de derivados. Este método heterogéneo es el más selectivo y directo para la formación de α-bromo cetonas. 

## Uso
Los láseres de bromuro de cobre (II) producen luz pulsada amarilla y verde, y se han estudiado como posible tratamiento de lesiones cutáneas.  Los experimentos también han demostrado que el tratamiento con bromuro de cobre es beneficioso para el rejuvenecimiento de la piel.  Anteriormente se utilizaba mucho en fotografía, ya que su solución se empleaba como paso de blanqueo para intensificar negativos de colodión y gelatina. El bromuro de cobre (II) también se ha propuesto como posible material para tarjetas indicadoras de humedad. 

## Seguridad
El bromuro de cobre (II) es nocivo si se ingiere. Afecta al sistema nervioso central, al cerebro, a los ojos, al hígado y a los riñones. Provoca irritación en la piel, los ojos y las vías respiratorias.

## Presencia natural
Desde 2020, el bromuro de cobre (II) puro no se encuentra entre los minerales. Sin embargo, la barlowita, Cu4BrF(OH)6, contiene tanto cobre como bromuro.